# 邓鸿 (东汉)
邓鸿（？—95年），南阳新野（今河南新野南）人，邓禹的儿子。

## 生平
邓鸿喜欢谋略，永平年间，任它为小侯。后来拜他做将兵长史，让他率领五营士兵镇守雁门。汉肃宗在位时，他做了度辽将军。永元年间，邓鸿和大将军窦宪一起攻打匈奴，得胜后又兼任车骑将军。永元六年（94年）时再次出击匈奴，攻打逢侯单于。后被指有停留不前的罪名，于是被投入监狱而死。